# Gardino Pellolio
Gardino Pellolio (11 de junio de 1980) es un deportista italiano que compitió en remo. Ganó dos medallas de oro en el Campeonato Mundial de Remo, en los años 2005 y 2006, ambas en la prueba de cuatro scull ligero.

## Palmarés internacional
| Campeonato Mundial | Campeonato Mundial | Campeonato Mundial | Campeonato Mundial  |
| Año                | Lugar              | Medalla            | Prueba              |
| ------------------ | ------------------ | ------------------ | ------------------- |
| 2005               | Kaizu (Japón)      | Medalla de oro     | Cuatro scull ligero |
| 2006               | Eton (Reino Unido) | Medalla de oro     | Cuatro scull ligero |